# Campionati del mondo di atletica leggera 2022 - 110 metri ostacoli
La specialità dei 110 metri ostacoli maschili dei campionati del mondo di atletica leggera 2022 si è svolta tra il 16 e il 17 luglio all'Hayward Field di Eugene, negli Stati Uniti d'America.

## Podio
| Pos.    | Atleta          | Nazionalità | Tempo |
| ------- | --------------- | ----------- | ----- |
| Oro     | Grant Holloway  | Stati Uniti | 13"03 |
| Argento | Trey Cunningham | Stati Uniti | 13"08 |
| Bronzo  | Asier Martínez  | Spagna      | 13"17 |

## Situazione pre-gara

### Record
Prima di questa competizione, il record del mondo (RM) e il record dei campionati (RC) erano i seguenti.
| Record                | Prestazione | Atleta                    | Data                               | Competizione            |
| --------------------- | ----------- | ------------------------- | ---------------------------------- | ----------------------- |
| Record mondiale       | 12"80       | Aries Merritt Stati Uniti | 7 settembre 2012 Bruxelles, Belgio | Memorial Van Damme 2012 |
| Record dei campionati | 12"91       | Colin Jackson Regno Unito | 20 agosto 1993 Stoccarda, Germania | Mondiali 1993           |

### Campioni in carica
I campioni in carica a livello mondiale e olimpico erano:
| Campione | Atleta                     | Prestazione | Data                          | Competizione         |
| -------- | -------------------------- | ----------- | ----------------------------- | -------------------- |
| Olimpico | Hansle Parchment Giamaica  | 13"04       | 5 agosto 2021 Tokyo, Giappone | Giochi olimpici 2021 |
| Mondiale | Grant Holloway Stati Uniti | 13"10       | 2 ottobre 2019 Doha, Qatar    | Mondiali 2019        |

### La stagione
Prima di questa gara, gli atleti con le migliori tre prestazioni dell'anno erano:
| Pos. | Atleta                      | Prestazione | Data                                           |
| ---- | --------------------------- | ----------- | ---------------------------------------------- |
| 1    | Devon Allen Stati Uniti     | 12"84       | 12 giugno 2022 New York, Stati Uniti d'America |
| 2    | Trey Cunningham Stati Uniti | 13"00       | 10 giugno 2022 Eugene, Stati Uniti d'America   |
| 3    | Daniel Roberts Stati Uniti  | 13"03       | 26 giugno 2022 Eugene, Stati Uniti d'America   |
| 3    | Grant Holloway Stati Uniti  | 13"03       | 26 giugno 2022 Eugene, Stati Uniti d'America   |

## Risultati

### Batterie
I primi 4 di ogni batteria (Q) e i 4 tempi migliori tra gli esclusi (q) si qualificano alle semifinali.
| Pos. | Batteria | Atleta                  | Nazionalità   | Tempo | Note |
| ---- | -------- | ----------------------- | ------------- | ----- | ---- |
| 1    | 2        | Grant Holloway          | Stati Uniti   | 13"14 | Q    |
| 2    | 4        | Hansle Parchment        | Giamaica      | 13"17 | Q    |
| 3    | 4        | Rafael Pereira          | Brasile       | 13"23 | Q    |
| 4    | 1        | Trey Cunningham         | Stati Uniti   | 13"28 | Q    |
| 5    | 4        | Just Kwaou-Mathey       | Francia       | 13"32 | Q    |
| 6    | 1        | Rasheed Broadbell       | Giamaica      | 13"36 | Q    |
| 7    | 3        | Asier Martínez          | Spagna        | 13"37 | Q    |
| 8    | 2        | Damian Czykier          | Polonia       | 13"37 | Q    |
| 9    | 2        | Joshua Zeller           | Regno Unito   | 13"41 | Q    |
| 10   | 3        | Amine Bouanani          | Algeria       | 13"44 | Q    |
| 11   | 1        | Andrew Pozzi            | Regno Unito   | 13"45 | Q    |
| 12   | 2        | Eduardo Rodrigues       | Brasile       | 13"46 | Q    |
| 13   | 4        | Shane Brathwaite        | Barbados      | 13"47 | Q    |
| 14   | 5        | Devon Allen             | Stati Uniti   | 13"47 | Q    |
| 15   | 3        | Sasha Zhoya             | Francia       | 13"48 | Q    |
| 16   | 1        | Jason Joseph            | Svizzera      | 13"49 | Q    |
| 17   | 1        | Pascal Martinot-Lagarde | Francia       | 13"49 | q    |
| 18   | 2        | Nicholas Hough          | Australia     | 13"51 | q    |
| 19   | 5        | Milan Trajkovic         | Cipro         | 13"52 | Q    |
| 20   | 3        | Shuhei Ishikawa         | Giappone      | 13"53 | Q    |
| 21   | 3        | Orlando Bennett         | Giamaica      | 13"55 | q    |
| 22   | 5        | Shunsuke Izumiya        | Giappone      | 13"56 | Q    |
| 23   | 5        | David King              | Regno Unito   | 13"57 | Q    |
| 24   | 4        | Enrique Llopis          | Spagna        | 13"58 | q    |
| 25   | 2        | Xie Wenjun              | Cina          | 13"58 |      |
| 26   | 1        | Mikdat Sevler           | Turchia       | 13"61 |      |
| 27   | 5        | Antonio Alkana          | Sudafrica     | 13"64 |      |
| 28   | 1        | Petr Svoboda            | Rep. Ceca     | 13"65 |      |
| 29   | 2        | Louis François Mendy    | Senegal       | 13"70 |      |
| 30   | 4        | Rachid Muratake         | Giappone      | 13"73 |      |
| 31   | 3        | Rasheem Brown           | Isole Cayman  | 13"78 |      |
| 32   | 3        | Gregor Traber           | Germania      | 13"81 |      |
| 33   | 5        | Wellington Zaza         | Liberia       | 13"81 |      |
| 34   | 2        | Chen Kuei-ru            | Taipei cinese | 13"82 |      |
| 35   | 4        | Elmo Lakka              | Finlandia     | 13"91 |      |
| 36   | 4        | Chris Douglas           | Australia     | 13"95 |      |
| 37   | 1        | Jérémie Lararaudeuse    | Mauritius     | 14"19 |      |
| 38   | 5        | Richard Diawara         | Mali          | 14"35 |      |
|      | 3        | Daniel Roberts          | Stati Uniti   | dq    |      |
|      | 5        | Gabriel Constantino     | Brasile       | dq    |      |

### Semifinali
I primi 2 di ogni semifinale (Q) e i 2 tempi migliori tra gli esclusi (q) si qualificano alla finale.
| Pos. | Batteria | Atleta                  | Nazionalità | Tempo | Note                                     |
| ---- | -------- | ----------------------- | ----------- | ----- | ---------------------------------------- |
| 1    | 1        | Grant Holloway          | Stati Uniti | 13"01 | Q                                        |
| 2    | 3        | Hansle Parchment        | Giamaica    | 13"02 | Q                                        |
| 3    | 2        | Trey Cunningham         | Stati Uniti | 13"07 | Q                                        |
| 4    | 3        | Devon Allen             | Stati Uniti | 13"09 | Q                                        |
| 5    | 3        | Shane Brathwaite        | Barbados    | 13"21 | q                                        |
| 6    | 3        | Damian Czykier          | Polonia     | 13"22 | q                                        |
| 7    | 3        | Just Kwaou-Mathey       | Francia     | 13"25 |                                          |
| 8    | 2        | Asier Martínez          | Spagna      | 13"26 | Q                                        |
| 9    | 2        | Rasheed Broadbell       | Giamaica    | 13"27 |                                          |
| 10   | 1        | Joshua Zeller           | Regno Unito | 13"31 | Q                                        |
| 11   | 3        | Andrew Pozzi            | Regno Unito | 13"35 |                                          |
| 12   | 1        | Amine Bouanani          | Algeria     | 13"37 | Record nazionale                         |
| 13   | 2        | Pascal Martinot-Lagarde | Francia     | 13"40 | Miglior prestazione personale stagionale |
| 14   | 2        | Shunsuke Izumiya        | Giappone    | 13"42 |                                          |
| 15   | 3        | Nicholas Hough          | Australia   | 13"42 |                                          |
| 16   | 3        | Enrique Llopis          | Spagna      | 13"44 |                                          |
| 17   | 1        | Rafael Pereira          | Brasile     | 13"46 |                                          |
| 18   | 1        | Sasha Zhoya             | Francia     | 13"47 |                                          |
| 19   | 2        | Milan Trajkovic         | Cipro       | 13"49 |                                          |
| 20   | 2        | David King              | Regno Unito | 13"51 |                                          |
| 21   | 2        | Eduardo Rodrigues       | Brasile     | 13"62 |                                          |
| 22   | 1        | Orlando Bennett         | Giamaica    | 13"67 |                                          |
| 23   | 1        | Jason Joseph            | Svizzera    | 13"67 |                                          |
| 24   | 1        | Shuhei Ishikawa         | Giappone    | 13"68 |                                          |

### Finale
| Pos.    | Corsia | Atleta           | Nazionalità | Tempo | Note                          |
| ------- | ------ | ---------------- | ----------- | ----- | ----------------------------- |
| Oro     | 4      | Grant Holloway   | Stati Uniti | 13"03 |                               |
| Argento | 6      | Trey Cunningham  | Stati Uniti | 13"08 |                               |
| Bronzo  | 8      | Asier Martínez   | Spagna      | 13"17 | Miglior prestazione personale |
| 4       | 2      | Damian Czykier   | Polonia     | 13"32 |                               |
| 5       | 7      | Joshua Zeller    | Regno Unito | 13"33 |                               |
|         | 1      | Shane Brathwaite | Barbados    | dq    |                               |
|         | 3      | Devon Allen      | Stati Uniti | dq    |                               |
|         | 5      | Hansle Parchment | Giamaica    | dns   |                               |